# Медвидь, Пётр Иванович
Пётр Ива́нович Медви́дь (укр. Медвідь Петро Іванович; 27 августа 1939, Червонопартизанское, Черниговская область — 26 августа 2022) — украинский журналист и писатель. Заслуженный журналист Украины (1985). Полковник запаса.

## Биография
Окончил Высшее военно-политическое училище и редакторский факультет Военно-политической академии в Москве (1975—1980). Работал в прессе. В 1970—1975 годах — завотделом, редактор газеты «Часовой Родины» Восточного пограничного округа. Впоследствии — редактор газеты «Пограничник Украины» (1980—1992). В 1992—1995 годах — начальник пресс-службы Госкомграницы Украины. С 1995 г. — заместитель главного редактора газеты «Правительственный курьер».

### Активный общественный деятель
- Член Национального союза журналистов Украины.
- Член Международной ассоциации писателей баталистов и маринистов.
- Член Общественного совета при Администрации Госпогранслужбы.
- Действительный член Украинского общества «Интеллект нации».
- Один из инициаторов создания общества «Черниговское землячество» в Киеве, член его Совета. Работал исполнительным директором землячества.

## Награды
- Почётное звание «Заслуженный журналист Украины» (1985)
- Почётный пограничник Украины